# Lois Meredith
Pour les articles homonymes, voir Meredith.

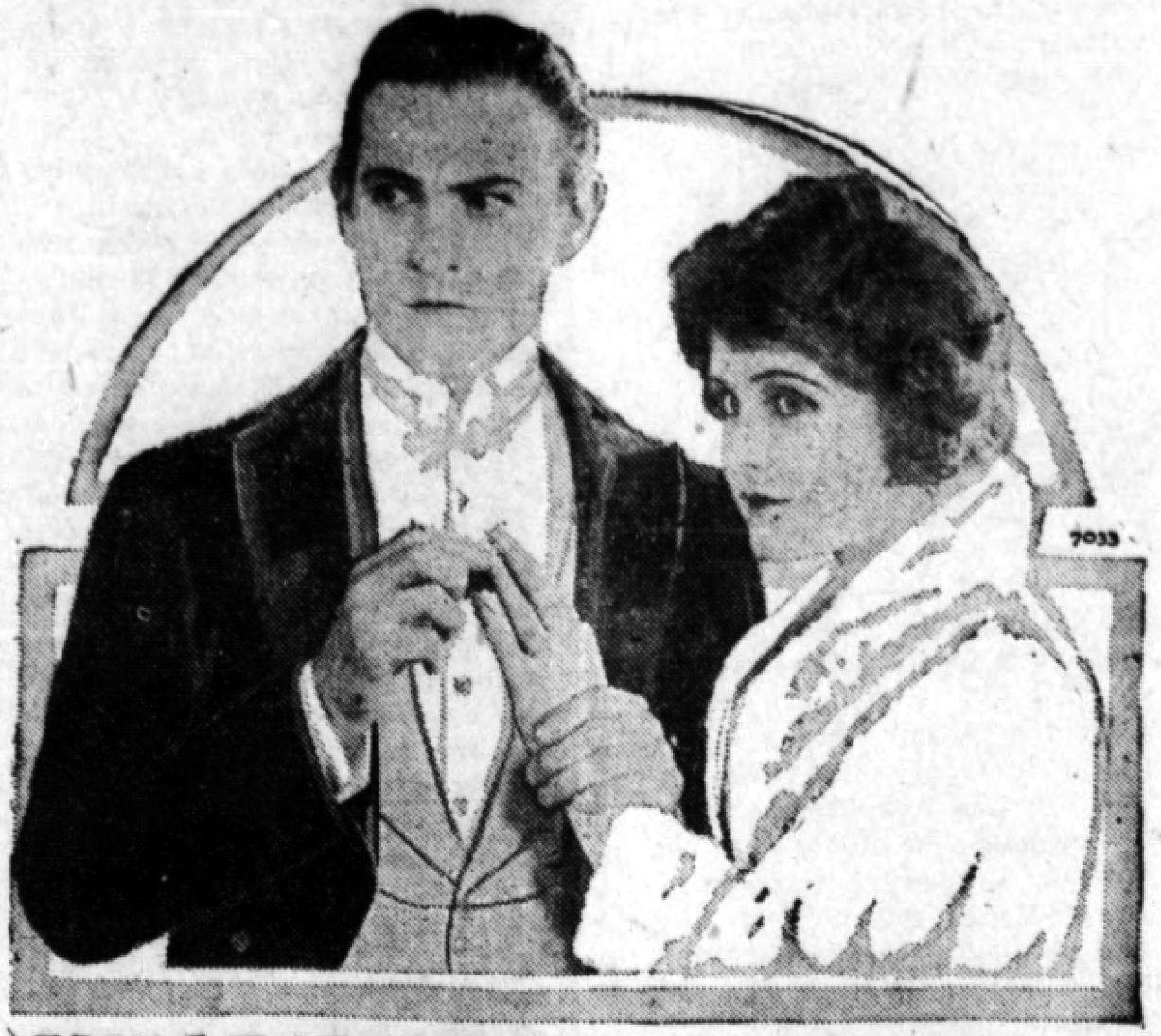
Avec John Barrymore, dans On the Quiet (1918)

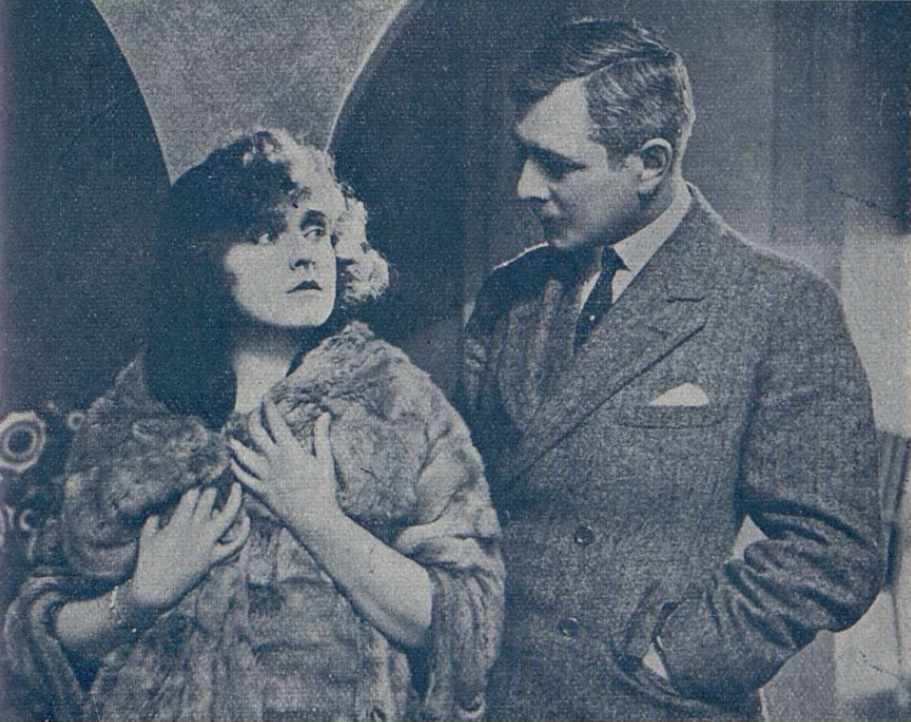
Avec Henri Debain, dans Le Secret de Rosette Lambert (1920)

Sara Lois Meredith Neely dite Loïs Meredith, née le 3 décembre 1890 à Pittsburgh (Pennsylvanie) et morte le 15 janvier 1967 à New York (État de New York), est une actrice américaine.

## Biographie
Fille de Harry E. Neely et de Sara Jane Skelly, Lois Meredith entame sa carrière au théâtre et joue notamment à Broadway, où elle débute en 1911 dans l'opérette The Duchess de Victor Herbert. Là, suivent trois pièces, respectivement en 1914, en 1922 (La Tsarine de Melchior Lengyel et Lajos Biró, avec Ian Keith et Basil Rathbone), et enfin en 1926.
Pendant la Première Guerre mondiale, elle vient, en aout 1918, avec la troupe "Over There", divertir les troupes américaines en Europe où avec Margaret Mayo et Elizabeth Brice, elle donne la comédie musicale Somewhere in America.  
Au cinéma, principalement durant la période du muet, elle contribue à dix-neuf films américains, les trois premiers sortis en 1914 (dont The Conspiracy d'Allan Dwan, avec John Emerson et Harold Lockwood). Son dernier film muet américain est The Headless Horseman d'Edward D. Venturini (1922, avec Will Rogers).
De passage en France au début des années 1920, elle apparaît également dans trois films muets français, Autour du mystère d'Henri Desfontaines (1920, avec le réalisateur), Le Secret de Rosette Lambert de Raymond Bernard (1920, avec Henri Debain) et L'Inconnue (ou Celle qui vint) de Charles Maudru et Maurice de Marsan (tourné en 1922 et sorti en 1923, avec Paul Guidé).
Quasiment retirée de l'écran après cette période du muet, elle réapparaît toutefois brièvement dans Marie Walewska de Clarence Brown (1937, avec Greta Garbo et Charles Boyer), où elle tient un petit rôle non crédité (son unique parlant).
Lois Meredith meurt début 1967, à 76 ans.

## Théâtre à Broadway (intégrale)
(pièces, sauf mention contraire)
- 1911 : The Duchess, opérette, musique et orchestrations de Victor Herbert, lyrics et livret de Joseph Herbert et Harry B. Smith : une choriste
- 1914 : Help Wanted de Jack Lait
- 1922 : La Tsarine (The Czarina) de Melchior Lengyel et Lajos Biró, adaptation d'Edward Sheldon : Annie Jaschikova
- 1926 : Numéro dix-sept (Number Seventeen) de Joseph Jefferson Farjeon : Rose Ackroyd[3]

## Filmographie

### Cinéma américain (sélection)
- 1914 : The Conspiracy d'Allan Dwan : Margaret Holt
- 1915 : Help Wanted (en) d'Hobart Bosworth : Gertie Meyers
- 1918 : Over the Top de Wilfrid North : Helen Lloyd
- 1918 : On the Quiet de Chester Withey : Agnes Colt
- 1922 : The Headless Horseman d'Edward D. Venturini : Katrina Van Tassel
- 1937 : Marie Walewska (Conquest) de Clarence Brown : Comtesse Potocka

### Cinéma français (intégrale)
- 1920 : Autour du mystère d'Henri Desfontaines : rôle non spécifié
- 1920 : Le Secret de Rosette Lambert de Raymond Bernard : Rosette Lambert
- 1923 : L'Inconnue ou Celle qui vint de Charles Maudru et Maurice de Marsan : Irène

### Autres liens externes
- Notices d'autorité :   - VIAF
  - ISNI
  - LCCN
  - GND
  - WorldCat
- Ressources relatives à l'audiovisuel :   - AllMovie
  - American Film Institute
  - IMDb
- Ressource relative au spectacle :   - Internet Broadway Database